# パルミラ文字

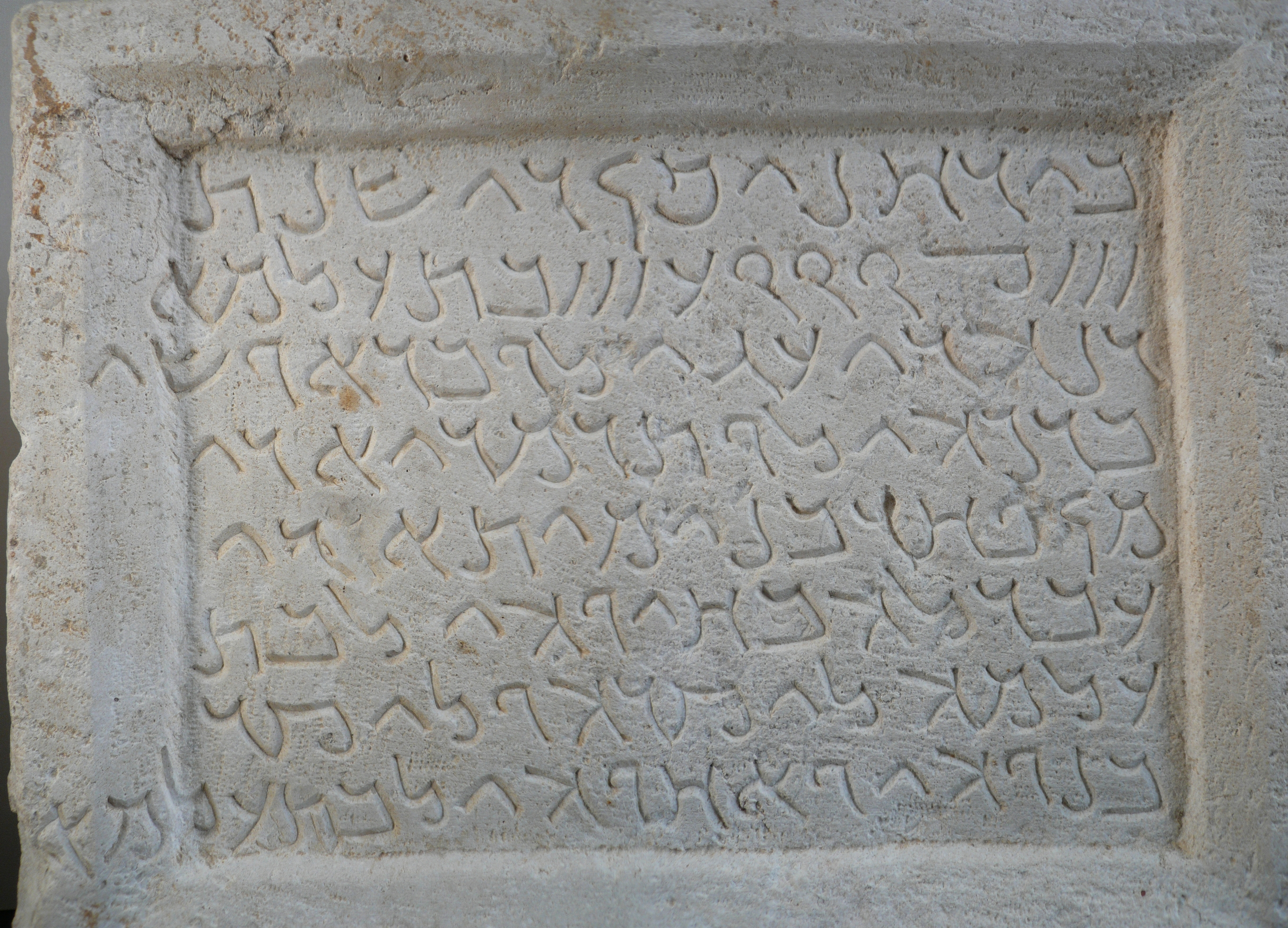
パルミラ文字が刻まれた粘土板 ルーブル美術館所蔵

パルミラ文字（パルミラもじ、Palmyrene script）は、現在のシリア東部にあった古代のオアシス都市パルミラにおいて用いられていた、アラム語の方言を表記するための文字。アケメネス朝時代のアラム文字（帝国アラム文字）が曲線化した地方変種のひとつであり、右から左に書かれるアブジャドである。

## 概要
アケメネス朝崩壊後もアラム語とアラム文字は広い地域で使われ続けたが、紀元前250年ごろから地方ごとにさまざまな変種に分化した（ナバタイ文字、マンダ文字、ハトラ文字など）。これらの多くは筆記体的・曲線的な外観を持っていた。パルミラ文字もそのような文字のひとつで、奉納や名誉の記念、および関税の法勅を記した刻文が残っており、その多くはギリシア語との二言語で記されている。
いくつかの文字は判別が難しく、とくにDとRはまったく区別できなくなったため、2世紀中頃からRの上に点をつけるようになった。

## 解読
パルミラ文字は、史上最初に解読に成功した古代文字である。1754年、フランスのジャン＝ジャック・バルテルミは、パルミラ文字とギリシア文字の二言語碑文をもとにして、ギリシア文字の固有名詞（セプティミウスなど）に対応するパルミラ文字部分を元に音価を推定し、同定された文字を使って読むと、当時すでに知られていたシリア語やヘブライ語に似た言語として読めることを明らかにした。

## Unicode
パルミラ文字は2014年のUnicode 7.0 で追加多言語面に追加された。
| パルミラ文字 |   |   |   |   |   |   |   |   |   |   |   |   |   |   |   |   |
|              | 0 | 1 | 2 | 3 | 4 | 5 | 6 | 7 | 8 | 9 | A | B | C | D | E | F |
| U+1086x      | 𐡠 | 𐡡 | 𐡢 | 𐡣 | 𐡤 | 𐡥 | 𐡦 | 𐡧 | 𐡨 | 𐡩 | 𐡪 | 𐡫 | 𐡬 | 𐡭 | 𐡮 | 𐡯 |
| U+1087x      | 𐡰 | 𐡱 | 𐡲 | 𐡳 | 𐡴 | 𐡵 | 𐡶 | 𐡷 | 𐡸 | 𐡹 | 𐡺 | 𐡻 | 𐡼 | 𐡽 | 𐡾 | 𐡿 |